# 孩童沐浴
《孩童沐浴》（英語：The Child's Bath，又稱The Bath）為美國印象派畫家瑪麗·卡薩特於1893年創作的油畫。畫作主題和使用的俯視視角均受到日式木刻版畫的啟發，亦具有與艾德加·竇加相似的畫風。卡薩特以畫作帶出母親的尊嚴。畫作在1910年被芝加哥藝術博物館購買後成為博物館中最受歡迎作品之一。

## 作品描述及分析
1891年，瑪麗·卡薩特開始創作這幅油畫。畫中有兩個主體—母親和幼兒。這幅風俗畫是基於兒童沐浴這個「特殊而又不特別」的場景而創作。母親用左手牢固地保護著孩子，另一隻手小心地洗淨孩子的右腳。孩子那小而胖的左臂放在母親的大腿以支撐著自己的身體，另一隻手則牢牢放在自己的大腿旁。母親的右手用力但輕輕地放下孩子在水盆的腳，以模仿孩子在她的大腿的壓力。
為了表示畫作的深度，卡薩特畫上主體的臉以縮小空間。筆觸是分層且粗糙的，從而形成勾勒圖形輪廓的粗線條，並使其從圖案的背景脫穎而出。筆觸的粗糙程度可以看出畫家的筆跡，其明顯程度更能遠距離觀看。

## 影響
卡薩特受到了竇加等不少印象派畫家的影響。第一幅到達美國的印象派畫作是卡薩特所購買，一幅竇加在1875年以粉彩作媒介完成的畫作。卡薩特於1877年開始與其他畫家一同進行展覽，在那裡她遇到克洛德·莫內和貝絲·莫莉索等畫家並結交為友。在展出《孩童沐浴》前的1890年，她被法蘭西藝術院展出的日式木刻版畫著迷，於是繪畫一幅名叫《沐浴》的同類型但顏色較簡潔的畫作，並在翌年進行展覽。卡薩特喜歡日式設計的簡潔易明以及對色塊的巧妙運用。「相比精確的角度，日本畫家對於藝術的影響更感興趣。」

## 評價
視覺理論家格里塞爾達·波洛克表示卡薩特使用圖案的對比突出毛巾和兒童裸露的身體。她更提出卡薩特採用了更為銳利的視角，令畫作看似從上方看下去，使所顯示的空間朝著畫布的平面向上傾斜；同時將作品著眼點放在主體上，令觀眾注視的方向都能看到他們進行的活動；但形狀的堅固性、圖形的對角線和紋理的對比否認了這純粹的藝術傾向。
作品評賞員史都華·布特納（Stewart Buettner）提出卡薩特與莫莉索等女畫家喜歡透過畫作研究母子之間的心理關係。她們清除母子關係的宗教色彩、歷史、神話和情感色彩，但卻保留當中的傳統。
畫家亞瑟·霍伯則認為卡薩特在孩子的照片及對幸福產婦的描繪中發現了自己的真心，她捕捉孩子的生活之美和母親的尊嚴之美，為自己添加合適的題材及研究的材料。霍伯還表示卡薩特用精緻和感性刻畫作品；她的技術無論對外行或者藝術家都具有吸引力，並且使用的顏色具有迷人的畫作所伴隨的所有溫柔和魅力。

## 外部連結
- The Art Institute of Chicago The Bath（页面存档备份，存于）
- SmartHistory Discussion about The Child's Bath（页面存档备份，存于）